# 奥卢雷米·奥巴桑乔
埃斯特·奥卢雷米·奥巴桑乔（Esther Oluremi Obasanjo），尼日利亚政治人物，奥卢塞贡·奥巴桑乔的妻子，1976年至1979年担任尼日利亚第一夫人。

## 生平
奥卢雷米·奥巴桑乔是铁路站长爱丽丝·阿金劳恩夫人之女。奥卢雷米在14岁时，在奥乌浸信会唱诗班认识了奥卢塞贡·奥巴桑乔，两人相恋了八年。1963年6月22日，两人在英国伦敦东南部的坎贝尔格林登记处结婚，当时她21岁，家人对此并不知情。她在伦敦取得了组织管理文凭。
1976年2月，由于尼日利亚政变中，政变领袖穆塔拉·穆罕默德死亡，副手奥卢塞贡·奥巴桑乔继任并成功控制了尼日利亚政局，奥卢雷米·奥巴桑乔也被视为尼日利亚第一夫人。但她不像维多利亚·高文那样经常出入公众场合，因为穆塔拉·穆罕默德此前主张军人配偶不宜出现在公众面前。由于经常身着传统服装，她常被描述为“含蓄优雅”。
两人之后离婚，奥卢雷米也远离公众视野。2008年，奥卢雷米发表了她的自传《苦与甜：与奥巴桑乔的一生》（Bitter-Sweet: My Life with Obasanjo），书中她对奥卢塞贡·奥巴桑乔进行了批评，引起了舆论争议。